# Hendrick van den Broeck
Hendrick van den Broeck (* 1519 in Mecheln; † 28. September 1597; auch: Arrigo Fiammingo, Henricus de Palude, Henricus Paludanus, Henricus Malines) war ein flämischer Maler und Kupferstecher.

## Leben
Van den Broeck war der Sohn des Malers Jan van den Broeck, der vermutlich ihn und seine beiden Brüder Willem und Crispin zunächst ausbildete.
Wie sein Bruder Crisping begann er zunächst im Atelier von Frans Floris. Um 1550 ging er dann nach Rom und arbeitete vermutlich mit Giorgio Vasari. Ab 1561 hört man von ihm in verschiedenen italienischen Städten. Sein Schwerpunkt befand sich aber in Perugia, wo er in der Kathedrale 1565 das Glasfenster mit der Bernhardinspredigt entwarf und wohl auch ausführte und wo ihm die Anbetung der heiligen drei Könige in der Kirche des heiligen Franziskus zugeschrieben wird.
1564 unterschrieb er einen Vertrag mit Niccolò Circignani (il Pomarancio) zur Ausgestaltung der Kathedrale von Orvieto. Er selber ging aber wohl nach Rom, denn von 1565 bis 1572 erneuerte er mit Matteo Perez d’Aleccio (auch: Matheo da Lecce) die Fresken im Eingangsbereichs der Sixtinischen Kapelle in Santa Maria Maggiore.
Er wirkte auch an der Ausmalung der Sixtinischen Kapelle mit wo er die Figuren Esrom, Aram, Aminabad und Naassom gemalt hat.
Für das Kloster Farfa schuf er 1561 das Fresko des Jüngsten Gerichts.
Catherina de Palude († 1592) war seine Tochter. 

## Werke (Auswahl)

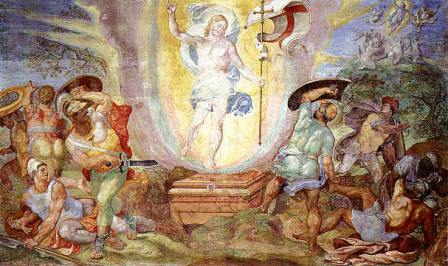
Die Auferstehung Christi in der Sixtinischen Kapelle
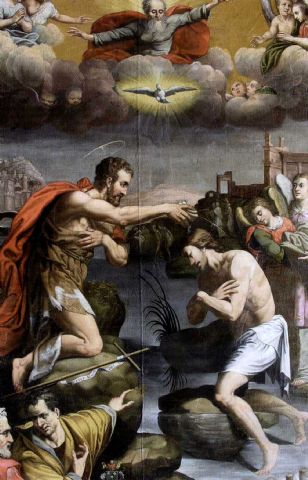
Die Taufe Christi
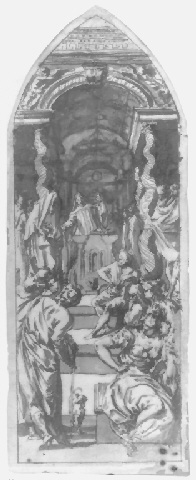
Die Predigt des St. Bernard
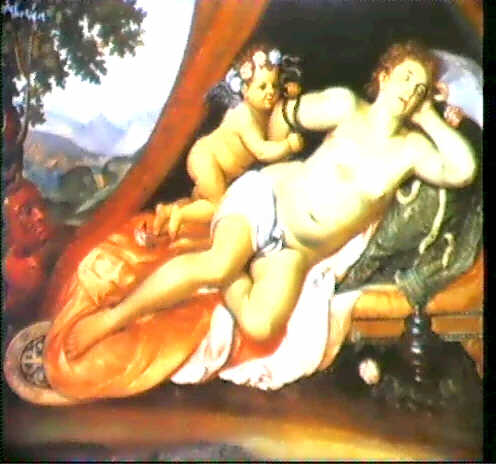
Venus und Amor